# Самутсонгкхрам (провинция)
Самутсонгкхрам (тайск. สมุทรสงคราม) — провинция (чангват) в центральной части Таиланда. Население провинции составляет 184 256 человек (2010).
Административный центр — город Самутсонгкхрам.
На гербе провинции изображён барабан, а под ним находится река. Это символизирует реку Мэкхлонг, а также созвучное прежнее название провинции. Нынешнее название провинции переводится как «война океана».

## Географическое положение
Провинция находится в центральной части страны примерно в 70 км к юго-западу от Бангкока.
Территория провинции расположена в устье реки Мэкхлонг и на побережье Сиамского залива. Из реки вода для орошения распределяется по всей провинции. В прибрежных зонах добывают морскую соль. Мель Донхой известна своим эндемическим видом моллюсков — Solen regularis.

## Климат
Климат тропический, муссонный.

## История
Во времена Аюттхайского периода территория современной провинции называлась Суаннок (с тайского Внешний сад) и была под властью Ратбури. Во времена правления короля Таксина Суаннок стал провинцией. Здесь родились жена короля Рамы I Амариндра и король Рама II (город Ампхава, где создан мемориальный парк).
Здесь родились известные и первые официально зарегистрированные сиамские близнецы Чанг и Энг Банкеры.

## Административное деление

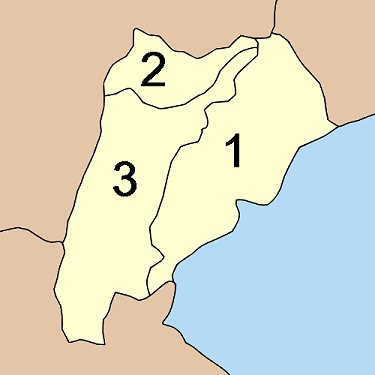
Административное деление провинции Самутсонгкхрам

Общая площадь провинции составляет 416,7 км² и административно делится на 3 района (ампхое):
1. Самутсонгкхрам
2. Бангкхонтхи
3. Ампхава

## Достопримечательности
- Статуя сиамских близнецов Чанга и Энга Банкеров.
- Храм Ват Бан Лаем работает музей Сангхи, в котором хранятся изображения Будды, статуэтки, амулеты различных исторических периодов, изделия из фарфора.
- Храм Ват Банг Капхом. В нем хранятся четыре отпечатка ног Будды разных размеров.
- Храм Ват Саттхатхам. Внутренняя отделка храма выполнена из золотого тика и перламутра, а в некоторых местах использовался даже жемчуг. В храме находится статуя Будды.
- Плавучий рынок Талат Нам Тха Кха. На рынке можно купить продукты, деликатесы, изделия местных ремесленников.
- Музей Бан Кхао Йи Сан. В музее представлены предметы старины, которые имеют большое значение для изучения истории здешних мест. Также выставлены образцы инструментов, предметов для изготовления лекарственных снадобий, домашней утвари.

## Фестивали и ярмарки
- В начале февраля в провинции проходит также ярмарка, названная в честь короля Рамы II. Ярмарка включает в себя традиционные тайские развлечения, шествия, игры, продажу фруктов и деликатесов.
- В конце марта в ампхое Ампхава начинается ярмарка Личи, приуроченная к созреванию этого плода.
- В конце августа, во время созревания помело устраивается ярмарка, которая предлагает разнообразные развлечения и увеселения.